# Lituanie aux Jeux olympiques d'été de 2008
La Lituanie participe aux Jeux olympiques d'été de 2008 à Pékin. Il s'agit de sa 7e participation à des Jeux d'été.

## Liste des médaillés lituaniens

### Médailles d'or
| Sport              | Discipline | Sportifs | Performance |
| Médailles d'or : 0 |            |          |             |

### Médailles d'argent
| Sport                  | Discipline          | Sportifs               | Performance           |
| Médailles d'argent : 3 |                     |                        |                       |
| Voile                  | Laser radial        | Gintare Volungeviciute |                       |
| Pentathlon moderne     | Hommes              | Edvinas Krungolcas     | 5548 pts              |
| Lutte Gréco-romaine    | Moins de 120 kg (H) | Mindaugas Mizgaitis    | Lituanie 3 - 1 France |

### Médailles de bronze
| Sport                   | Discipline           | Sportifs               | Performance |
| Médailles de bronze : 2 |                      |                        |             |
| Athlétisme              | Lancer du disque (H) | Virgilijus Alekna      | 67,79 m     |
| Pentathlon moderne      | Hommes               | Andrejus Zadneprovskis | 5524 pts    |

## Engagés lituaniens par sport

### Athlétisme

#### Hommes
| Epreuve          | Athlète            | Séries     | Séries | Quarts de finale | Quarts de finale | Demi-finales | Demi-finales | Finale       | Finale             |
| Epreuve          | Athlète            | Résultat   | Rang   | Résultat         | Rang             | Résultat     | Rang         | Résultat     | Rang               |
| ---------------- | ------------------ | ---------- | ------ | ---------------- | ---------------- | ------------ | ------------ | ------------ | ------------------ |
| 800 mètres       | Vitalij Kozlov     | 1min 48.96 | 6e     | -                | -                | -            | -            | -            | -                  |
| 20 km marche     | Marius Ziukas      | NC         | NC     | NC               | NC               | NC           | NC           | 1h 25 min 36 | 36e                |
| 50 km marche     | Donatas Skarnulius | NC         | NC     | NC               | NC               | NC           | NC           | DNF          | /                  |
| 50 km marche     | Darius Skarnulis   | NC         | NC     | NC               | NC               | NC           | NC           | DQ           | /                  |
| 50 km marche     | Tadas Suskevicius  | NC         | NC     | NC               | NC               | NC           | NC           | 4h 02 min 45 | 32e                |
| Lancer du disque | Virgilijus Alekna  | 65,84m     | 2e Q   | NC               | NC               | NC           | NC           | 67,79m       | Médaille de bronze |

#### Femmes
| Épreuve              | Athlète                  | Séries      | Séries | Quarts de finale | Quarts de finale | Demi-finales | Demi-finales | Finale       | Finale |
| Épreuve              | Athlète                  | Résultat    | Rang   | Résultat         | Rang             | Résultat     | Rang         | Résultat     | Rang   |
| -------------------- | ------------------------ | ----------- | ------ | ---------------- | ---------------- | ------------ | ------------ | ------------ | ------ |
| 100 mètres           | Lina Grinčikaitė-Samuolė | 11.43       | 3e Q   | 11.33            | 2e Q             | 11.50        | 6e           | -            | -      |
| 800 mètres           | Eglė Balčiūnaitė         | 2 min 00.15 | 4e Q   | NC               | NC               | 2 min 02.59  | 7e           | -            | -      |
| Marathon             | Rasa Drazdauskaitė       | NC          | NC     | NC               | NC               | NC           | NC           | 2h 35 min 09 | 37e    |
| Marathon             | Živilė Balčiūnaitė       | NC          | NC     | NC               | NC               | NC           | NC           | 2h 29 min 33 | 11e    |
| 3 000 mètres steeple | Rasa Troup               | 9 min 30.21 | 8e     | -                | -                | -            | -            | -            | -      |
| 20 km marche         | Kristina Saltanovič      | NC          | NC     | NC               | NC               | NC           | NC           | 1h 31 min 03 | 18e    |
| 20 km marche         | Sonata Milusauskaite     | NC          | NC     | NC               | NC               | NC           | NC           | 1h 30 min 26 | 15e    |
| Saut en hauteur      | Karina Vnukova           | 1,85m       | 11e    | -                | -                | -            | -            | -            | -      |
| Lancer du disque     | Zinaida Sendriūtė        | 54,81m      | 15e    | -                | -                | -            | -            | -            | -      |
| Lancer du javelot    | Inga Stasiulionyté       | 55,31m      | 16e    | -                | -                | -            | -            | -            | -      |
| Heptathlon           | Austra Skujytė           | NC          | NC     | NC               | NC               | NC           | NC           | Ab.          | /      |
| Heptathlon           | Viktorija Zemaityté      | NC          | NC     | NC               | NC               | NC           | NC           | Ab.          | /      |

### Aviron
- Vaida Arbočiūtė

| Athlète(s)          | Compétition | Série         | Série | Quart de finale | Quart de finale | Demi-finale   | Demi-finale | Finale                 | Finale |
| Athlète(s)          | Compétition | Temps         | Rang  | Temps           | Rang            | Temps         | Rang        | Temps                  | Rang   |
| ------------------- | ----------- | ------------- | ----- | --------------- | --------------- | ------------- | ----------- | ---------------------- | ------ |
| Mindaugas Griškonis | Skiff       | 7 min 28 s 05 | 2e    | 6 min 54 s 47   | 2e              | 7 min 20 s 32 | 6e          | Finale B 7 min 09 s 23 | 2e     |

### Badminton
Hommes
- Kęstutis Navickas - Simple

Femmes
- Akvilė Stapušaitytė - Simple

#### Hommes
[modifier | modifier le code]
| Épreuve | Athlète           | 32éme de Finale                    | 16éme de Finale          | Huitième de Finale  | Quarts de finale | Demi-finales | Finale/ 3e place |
| Épreuve | Athlète           | Résultats                          | Résultat                 | Résultat            | Résultat         | Résultat     | Résultat         |
| ------- | ----------------- | ---------------------------------- | ------------------------ | ------------------- | ---------------- | ------------ | ---------------- |
| Simple  | Kęstutis Navickas | Abian Vicen 2-1 (23/21-12/21-21/9) | Pukhov 2-0 (21/12-21/17) | Lee 0-2 (5/21-7/21) | -                | -            | -                |

### Basketball
L'Équipe de Lituanie de basket-ball masculine s'est qualifiée pour le tournoi olympique de Pékin grâce à leur troisième place obtenue lors du Championnat d'Europe de basket-ball 2007
| Hommes - Šarūnas Jasikevičius - Marius Prekevičius - Rimantas Kaukėnas - Mindaugas Lukauskis - Simas Jasaitis - Jonas Mačiulis - Ramūnas Šiškauskas - Linas Kleiza - Kšyštof Lavrinovič - Darjuš Lavrinovič - Marijonas Petravičius - Robertas Javtokas |

| Épreuve          | Phase de groupes         | Phase de groupes    | Phase de groupes      | Phase de groupes       | Phase de groupes         | Quart de Finale      | Demi-finale           | Finale / MB             | Rang |
| Épreuve          | Adversaire Résultat      | Adversaire Résultat | Adversaire Résultat   | Adversaire Résultat    | Adversaire Résultat      | Adversaire Résultat  | Adversaire Résultat   | Adversaire Résultat     | Rang |
| ---------------- | ------------------------ | ------------------- | --------------------- | ---------------------- | ------------------------ | -------------------- | --------------------- | ----------------------- | ---- |
| Tournoi masculin | Argentine Victoire 79-75 | Iran Victoire 99-67 | Russie Victoire 86-79 | Croatie Victoire 86-73 | Australie Défaite 75-106 | Chine Victoire 94-68 | Espagne Défaite 86-91 | Argentine Défaite 75-87 | 4e   |

### Boxe
- Egidijus Kavaliauskas
- Daugirdas Semiotas
- Jaroslavas Jakšto

| Athlète               | Catégorie                  | 16e de finale          | 8e de finale           | Quart de finale      | Demi-finale         | Finale              |
| Athlète               | Catégorie                  | Adversaire Résultat    | Adversaire Résultat    | Adversaire Résultat  | Adversaire Résultat | Adversaire Résultat |
| --------------------- | -------------------------- | ---------------------- | ---------------------- | -------------------- | ------------------- | ------------------- |
| Egidijus Kavaliauskas | Poids super-légers (-64Kg) | Vastine Défaite 13-2   | -                      | -                    | -                   | -                   |
| Daugirdas Semiotas    | Poids mi-lourds (-81Kg)    | Shinaliev Défaite 3-11 | -                      | -                    | -                   | -                   |
| Jaroslavas Jaksto     | Poids super-lourds (+91Kg) | NC                     | Ehwareme Victoire 11-1 | Price Défaite RSCI 2 | -                   | -                   |

### Canoë-kayak
- Alvydas Duonėla
- Egidijus Balčiūnas
- Tomas Gadeikis
- Raimundas Labuckas
- Jevgenijus Šuklinas

| Athlète            | Compétition | Éliminatoires  | Éliminatoires | Demi-finales   | Demi-finales | Finale A | Finale A |
| Athlète            | Compétition | Temps          | Rang          | Temps          | Rang         | Temps    | Rang     |
| ------------------ | ----------- | -------------- | ------------- | -------------- | ------------ | -------- | -------- |
| Alvydas Duonela    | K2 500m     | 1 min 31 s 232 | 5e            | 1 min 32 s 887 | 5e           | -        | -        |
| Egidijus Balciunas | K2 500m     | 1 min 31 s 232 | 5e            | 1 min 32 s 887 | 5e           | -        | -        |
| Raimundas Labuckas | C2 500m     | 1 min 42 s 803 | 4e            | 1 min 43 s 299 | 4e           | -        | -        |
| Tomas Gadeikis     | C2 500m     | 1 min 42 s 803 | 4e            | 1 min 43 s 299 | 4e           | -        | -        |

### Cyclisme

#### BMX
Femmes
- Vilma Rimšaitė

#### Route
Hommes
- Dainius Kairelis (course en ligne)
- Ignatas Konovalovas (course en ligne)

Femmes
- Edita Pučinskaitė (course en ligne)
- Modesta Vžesniauskaitė (course en ligne)
- Rasa Leleivytė (course en ligne)
- Daiva Tušlaitė (course en ligne)

| Athlète             | Compétition     | Temps         | Rang |
| ------------------- | --------------- | ------------- | ---- |
| Ignatas Konovalovas | Course en ligne | 6 h 26 min 17 | 28e  |
| Dainius Kairelis    | Course en ligne | 6 h 39 min 42 | 73e  |

#### Piste
Femmes
- Svetlana Pauliukaitė
- Vilija Sereikaitė
- Simona Krupeckaitė

### Gymnastique
Femmes
- Jelena Zanevskaya

### Haltérophilie
Hommes
- Ramūnas Vyšniauskas

### Judo
Hommes
- Albert Techov (60 kg)

### Lutte
Lutte libre
- Aleksandras Kazakevičius (66 kg)
- Valdemaras Venckaitis (74 kg)
- Mindaugas Ežerskis (96 kg)
- Mindaugas Mizgaitis (120 kg)

### Pentathlon moderne
| Hommes - Andrejus Zadneprovskis - Edvinas Krungolcas | Femmes - Laura Asadauskaitė - Dovilė Rimšaitė |

### Tir
- Daina Gudzinevičiūtė

### Tennis de table
Femmes
- Rūta Paškauskienė

### Voile
- Gintarė Volungevičiūtė